# 春清寺

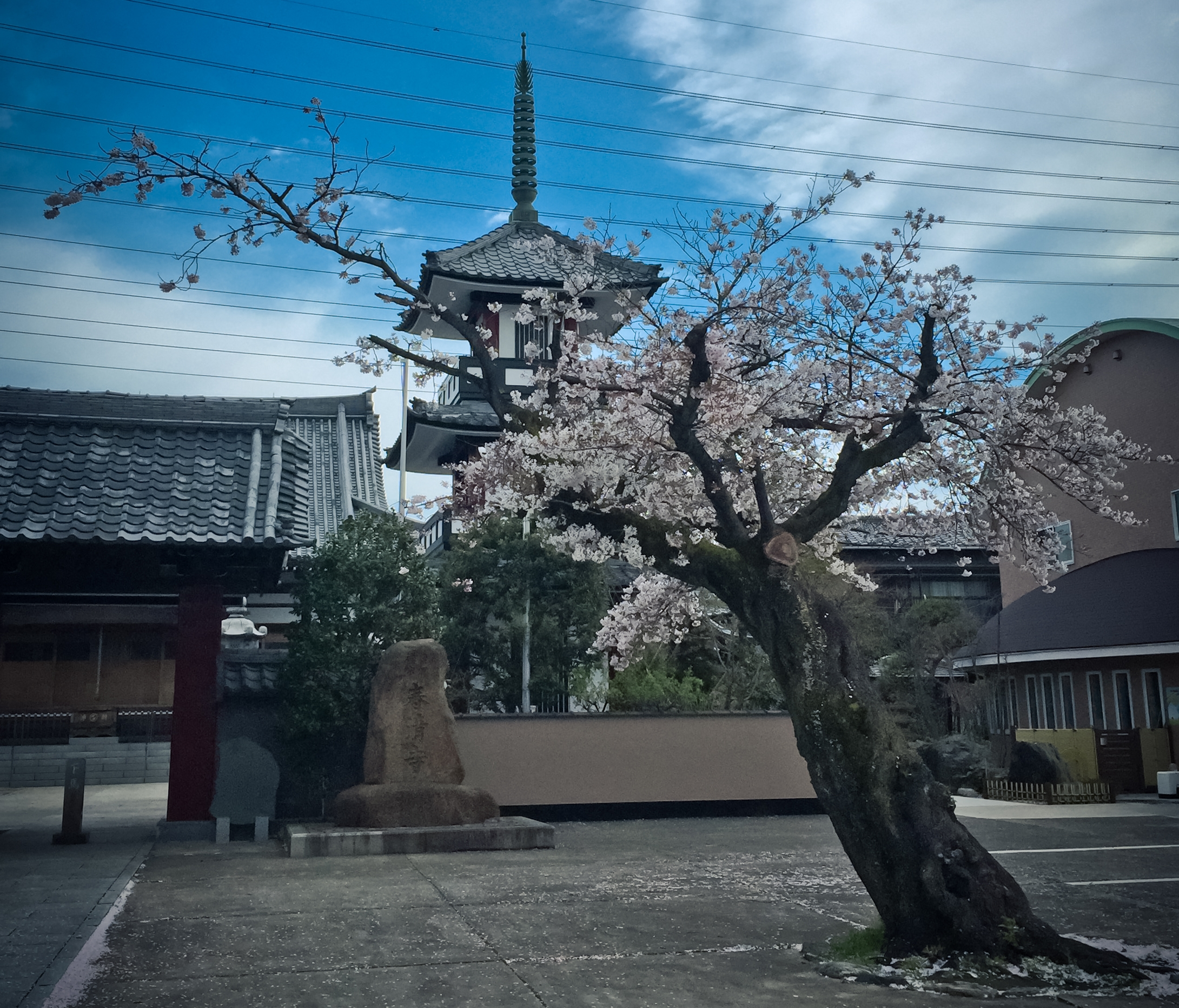
春清寺三重塔

春清寺（しゅんせいじ）は、東京都三鷹市にある曹洞宗の寺院。本尊は釈迦如来。山号は大原山。

## 柴田家との歴史
慶長7年(1602年）に旗本で青山百人組の一人大原春清（無徹玄心）が草庵を建てたのが始まりである。これによって大原山春清寺という。後に柴田勝家の孫の勝重によって改築された。中興開基とされる勝重以下三代の柴田氏の墓も当寺にある。
勝重の墓石は宝篋印塔と呼ばれるもので、武家では三鷹市内で唯一の物である。
寛政8年（1796年）には勝重から数えて10代目の柴田勝房が、柴田氏歴代の事跡を刻んだ石碑・柴田家家碑を建立している。この墓所には柴田家一族20基の墓標が建てられている。

## 歴史
元和元年(1615年)大坂の陣に従った柴田勝家の孫の勝重は、戦功に依って武蔵国多摩郡(上中仙川二村)・入間郡藤沢村内で500石の地を賜った。勝重は遠祖の菩提を弔うために、草庵を改築し、当寺の中興開基となった。時に曹洞宗泉竜寺(狛江市)第2世欄室牛大和尚(明暦3年7月2日寂)を招いて開山となした。これにより、直接の本寺を泉竜寺としている。
勝重は寛永9年(1632年)4月25日仙川陣屋の一画にて病死し、春清寺に葬られる。
当寺2世雪庵天応大和尚(万治2年11月28日寂)は末寺威徳院(新川)を開創し、また4世鉄肝是心大和尚(元禄10年6月27日寂)は末寺苦楽院(三鷹市中原)を開創する。
降って天明5年(1785年)柴田家10世孫柴田勝房により堂宇を再建され、この折り遠祖勝家の位牌を奉安して柴田家先祖書1巻を納め柴田家碑名を建立する。しかしながら、この堂宇は寛政10年(1798年)3月の火災により、本尊・過去帳を残すのみとなった。文政5年(1822年)諸伽藍の再建がされ、昔日の面影が再現された。
文政年間の新編武蔵風土記によれば、「春清寺　境内徐地1町1段4畝10歩」「客殿(本堂)は7間に5間半　本尊釈迦　木の座像　長1尺5寸許」とあり、また「白山権現小社　境内の鎮守　客殿の前にあり　観音堂　3間4方東向　同じ所にあり　正観音　木の立像 長2尺2寸許」とある。
文政以前にさかのぼる右観音堂(現在本堂西堂中に置く)においては、慶応年間より8月10日の観音会を催して来た。近郷の老若男女が参詣し二夜三日 鐘の音を絶さず念仏三昧の双盤念仏講が行なわれ賑いをみせたという。また、明和以前より取り行なわれて来た阿弥陀講や庚申講も今にその姿を伝えている。
明治初期には、近在の子弟の為に手習いや読み書きを教える「寺小屋」を開所し、学制前の教育に一助をなした。これが一説には明治8年(1875年)設立の「仙流学舎」となったともいう。
明治末期より大正時代にかけては境内地および北側の山林を利用して馬場を作り「馬かけ」や「自転車競争」が桜花の候に行なわれ、遠く数里の道を歩いて多くの見物人が参集し、数十軒の出店で混雑を極めたという。
大正6年(1917年)の台風・関東大震災により諸堂は全・半壊の状態となり、23世蜜庵即禅(昭和37年1月3日寂)代には震災後の庫裏の改修をはじめ復旧をなし34世大庵靖好(昭和56年9月18日寂)代には本堂・観音堂の大改修、山門・三重の塔などの建立および各堂宇の整備をした。
近年とみに諸堂の老朽化を見たが、ここに寺財と檀信徒の浄財寄進の篤い心により、ついには新本堂・客殿の建立が相成り、平成5年(1993年)11月24日落慶法要を修した。

## 所在地
東京都三鷹市新川4-4-22

## 多摩大仏
石坂住職ら同寺関係者18人は、昭和53年(1978年)8月19日から24日までスリランカ国を訪れ、幼稚園の開園式に出席した。石坂住職は、式の感激はもちろんだったが、あちこちの寺の境内に大仏があり、住職らを乗せたバスの運転手が、大仏のある所でいちいち車から降りて、交通安全を祈願している姿に心を打たれ、春清寺にも大仏を作ろうと決心したという。

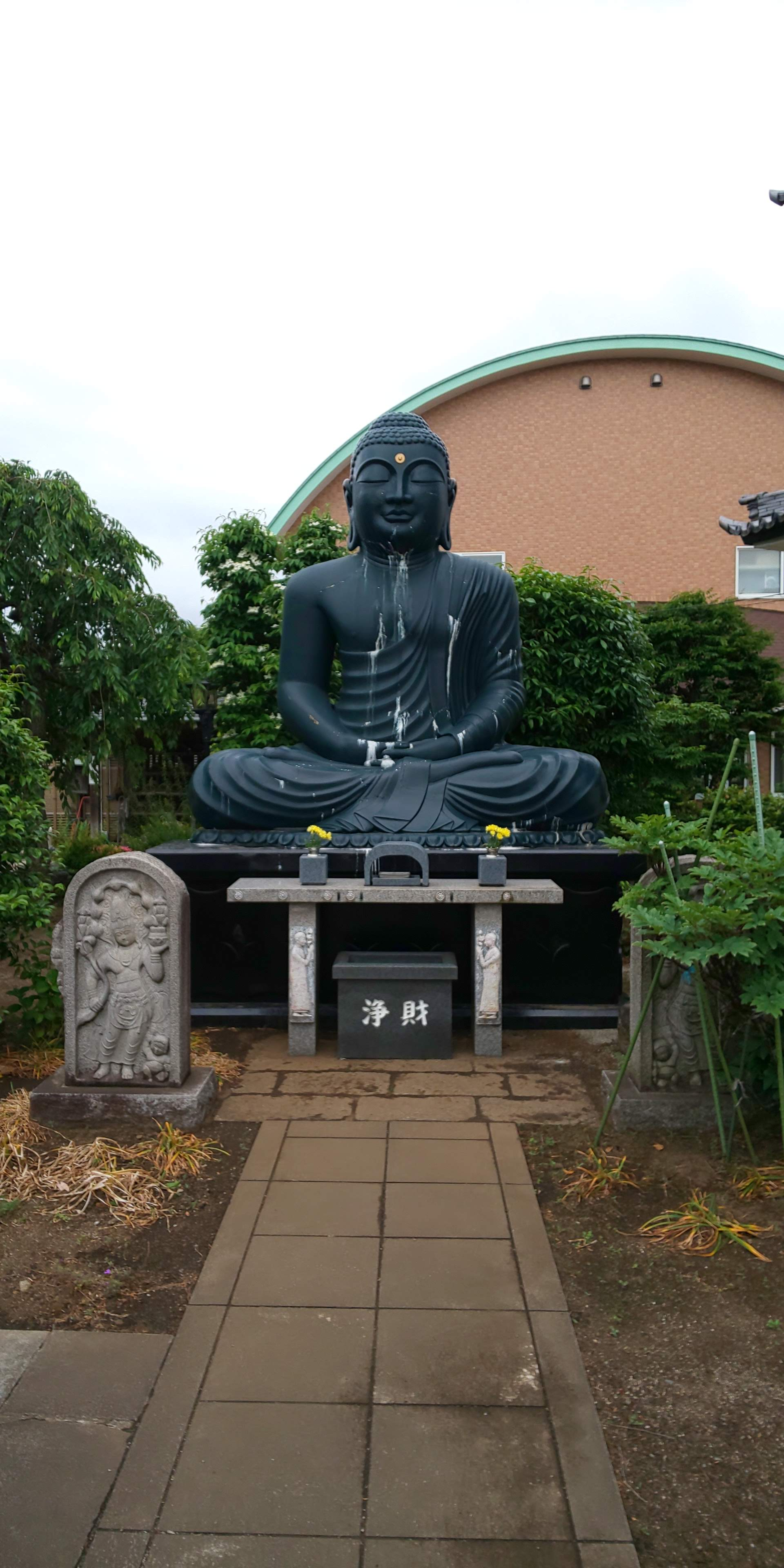
多摩大仏像。1978年11月10日付で読売新聞にも報じられた。

作は日本在住のスリランカの芸術家ダヤシリ・ソーマパーラ氏であり、大仏のスタイルは、2200年前のスリランカ最古の物。座高は3.35メートル。
開眼は昭和54年(1979年)5月吉祥日であった。

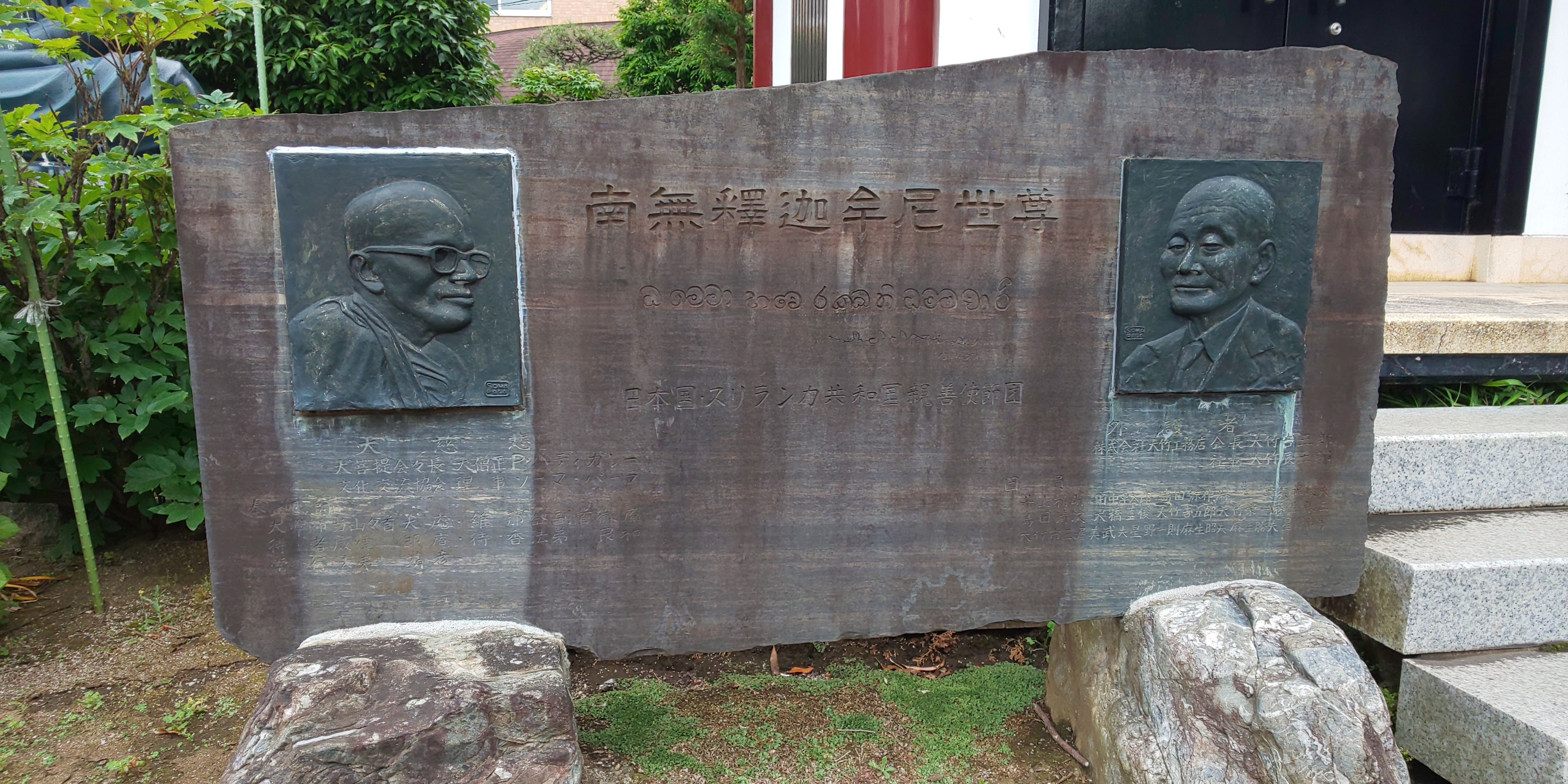
スリランカとの交流を伝える碑

## 交通アクセス
- 京王電鉄京王線仙川駅から徒歩20分
- 小田急バス鷹54系統（仙川－三鷹駅南口）・吉03系統（仙川－吉祥寺駅中央口）「コミュニティーセンター西」バス停下車（仙川から約5分）